# Vorenthalten und Veruntreuen von Arbeitsentgelt
Vorenthalten und Veruntreuen von Arbeitsentgelt ist die amtliche Überschrift des in § 266a StGB geregelten deutschen Straftatbestandes.

## Die Tathandlung des Absatz1
Gegenstand des Tatbestandes ist das Vorenthalten oder das Veruntreuen von Arbeitsentgelt, wobei in Abs. 1 die an den Sozialversicherungsträger zu zahlenden Arbeitnehmeranteile gemeint sind. Strafbar ist hier bereits die bloße Nichtentrichtung zum Fälligkeitszeitpunkt.

## Rechtsgut
Geschütztes Rechtsgut ist nicht etwa das Interesse des Arbeitnehmers, seinen Lohn ausbezahlt zu bekommen, sondern das Interesse der Solidargemeinschaft an der Sicherung der Sozialversicherung. Demnach hängt – wie in der aktuellen Gesetzesfassung ausdrücklich geregelt – die Strafbarkeit nicht davon ab, ob überhaupt Arbeitslohn gezahlt wurde. Auch ein Einverständnis des Arbeitnehmers, seine Anteile nicht an die Sozialversicherung weiterzuleiten, ändert an der Strafbarkeit nichts.
Den Anspruch des Arbeitnehmers auf Lohnzahlungen betrifft § 266a StGB außer in dem in Abs. 3 geregelten Fall dagegen grundsätzlich nicht. Hier ist der Arbeitnehmer nicht schutzwürdiger als jeder andere Gläubiger einer Forderung.

## Täter
§ 266a StGB ist ein so genanntes Sonderdelikt, das (abgesehen von dem Fall des Abs. 3; s. u.) nur von einem Arbeitgeber begangen werden kann. Dem Arbeitgeber gleichgestellt sind die Organe von Verbänden nach den Grundsätzen der in § 14 StGB geregelten Vertreterhaftung, sowie die Auftraggeber von Heimarbeitern aufgrund der expliziten Regelung des § 266a Abs. 5 StGB. Bei der GmbH haftet der vertretungsberechtigte Geschäftsführer. Dessen Verantwortlichkeit beginnt mit der Bestellung. Aber auch der faktische Geschäftsführer ist tauglicher Täter, nicht allerdings der Scheingeschäftsführer, dem jegliche Kompetenzen zur Einwirkung auf die rechtliche und wirtschaftliche Entwicklung der GmbH fehlen. Wenn mehrere Geschäftsführer bestellt sind, können interne Zuständigkeitsregelungen zu einer Beschränkung der strafrechtlichen Verantwortlichkeit führen, indem die Handlungspflicht in eine Überwachungspflicht umgewandelt wird. In wirtschaftlichen Krisensituationen kann die Überwachungspflicht wieder zur Handlungspflicht erstarken.

## Vorsatz
Bei Fehlvorstellungen über die Arbeitgebereigenschaft und die daraus folgende Abführungspflicht § 266a von Sozialversicherungsbeiträgen liegt genau wie beim Irrtum über die Arbeitgebereigenschaft in § 41a und die daraus folgende Steuerpflicht kein Verbotsirrtum gemäß § 17, sondern ein Tatbestandsirrtum gemäß § 16 vor, der den Vorsatz ausschließt. Denn es handelt sich jeweils um normative Tatbestandsmerkmale und für eine Differenzierung kein sachlicher Grund erkennbar ist. Anknüpfungszeitpunkt für den Tatbestandsirrtum ist die Begehung der Tat.

## Gleichgestellte Tathandlungen
§ 266a Abs. 2 StGB stellt das Machen unrichtiger oder unvollständiger Angaben bzw. das Unterlassen sozialversicherungsrechtlich erheblicher Angaben gegenüber der Einzugsstelle hinsichtlich der Arbeitgeberanteile unter Strafe. Die Regelung ähnelt insoweit dem Tatbestand der Steuerhinterziehung nach § 370 Abs. 1 Nr. 1 und 2 der Abgabenordnung und wurde erst mit Gesetzesänderung vom 23. Juli 2004 in § 266a StGB eingefügt. Durch sie wurde eine Gesetzeslücke geschlossen, durch die zuvor diejenigen Täter, die keinen ihrer Arbeitnehmer zur Sozialversicherung angemeldet hatten, ihren Betrieb also komplett durch Einsatz von Schwarzarbeitern geführt hatten, letztlich besser gestellt waren als diejenigen, die zumindest einen Teil ihrer Arbeitnehmer angemeldet hatten.
Der beschriebenen Tathandlung nach § 266a Abs. 1 StGB ist gemäß § 266a Abs. 3 StGB gleichgestellt das Handeln desjenigen, der als Arbeitgeber sonst Teile des Arbeitsentgelts (wie etwa vermögenswirksame Leistungen), die er für den Arbeitnehmer an einen anderen zu zahlen hat, einbehält, sie jedoch dem anderen nicht zahlt und es unterlässt, den Arbeitnehmer ... über das Unterlassen zu unterrichten. In dieser Tatvariante ist das Vermögen des Arbeitnehmers auch unstreitig das durch das Strafgesetz geschützte Rechtsgut.

## Zahlungsfähigkeit
Eine Strafbarkeit nach § 266a StGB setzt die Möglichkeit voraus, die Zahlungen überhaupt leisten zu können. Die Rechtsprechung stellt jedoch strenge Anforderungen an die Sicherung der Leistungsfähigkeit. So hat die Abführung der Arbeitnehmeranteile gegenüber anderen Zahlungsverpflichtungen des Arbeitgebers, beispielsweise der Begleichung von Lieferantenrechnungen und sogar der Auszahlung der Nettolöhne, absoluten Vorrang.
Bis zu einer Entscheidung des Bundesgerichtshofs im Mai 2007 war es in der Rechtsprechung umstritten, inwieweit die vertretungsberechtigten Organe von Kapitalgesellschaften auch in der finanziellen Krise des Unternehmens zur Abführung der Sozialversicherungsbeiträge verpflichtet sind. Nunmehr gilt folgendes: Weil die Geschäftsführer einer GmbH, die Vorstände einer Aktiengesellschaft, die Directors einer Ltd. und Geschäftsführer einer Kommanditgesellschaft, die keinen persönlich haftenden Kommanditisten hat, gemäß § 15a InsO nach Eintritt von Zahlungsunfähigkeit oder Überschuldung im insolvenzrechtlichen Sinne (§ 17, § 19 InsO) innerhalb von höchstens drei Wochen einen Insolvenzantrag stellen müssen und bis dahin keine weiteren Zahlungen mehr aus dem Gesellschaftsvermögen leisten dürfen, sind die Geschäftsführer bzw. Vorstände während der Insolvenzantragsfrist von der Verpflichtung nach § 266a Abs. 1 StGB befreit.

## Rechtsfolge
Das Gesetz sieht als Rechtsfolge für den Arbeitgeber in den Fällen des § 266a Abs. 1 und 2 StGB Freiheitsstrafe bis zu fünf Jahren oder Geldstrafe vor, im Falle des § 266a Abs. 3 StGB ordnet das Gesetz für den Arbeitgeber, der die ihm überlassenen Beiträge nicht weiterleitet, Freiheitsstrafe bis zu einem Jahr oder Geldstrafe an. Maßgebliches Strafzumessungskriterium ist die Höhe der vorenthaltenen bzw. veruntreuten Sozialversicherungsbeiträge. Bei deren Berechnung ist auch für die Zwecke des Strafverfahrens § 14 Abs. 2 S. 2 SGB IV zu beachten, wonach bei illegalen Beschäftigungsverhältnissen, wenn Steuern und Beiträge zur Sozialversicherung und zur Arbeitsförderung nicht gezahlt worden sind, ein Nettoarbeitsentgelt als vereinbart gilt. In besonders schweren Fällen sieht das Gesetz Freiheitsstrafe von 6 Monaten bis zu 10 Jahren vor. Ein solcher liegt in der Regel vor, wenn der Täter beispielsweise aus grobem Eigennutz in großem Ausmaß Beiträge vorenthält, unter Verwendung nachgemachter oder verfälschter Belege fortgesetzt Beiträge vorenthält oder als Mitglied einer Bande handelt, die sich zum fortgesetzten Vorenthalten von Beiträgen zusammengeschlossen hat und die zur Verschleierung der tatsächlichen Beschäftigungsverhältnisse unrichtige, nachgemachte oder verfälschte Belege vorhält.
§ 266a StGB ist ein Schutzgesetz im Sinne des § 823 Abs. 2 BGB, sodass derjenige, der den Tatbestand dieses Strafgesetzes verwirklicht, für den dadurch verursachten Schaden – also die verkürzten Sozialversicherungsbeiträge – auch zivilrechtlich in Anspruch genommen werden kann.

## Strafmilderung
§ 266a Abs. 6 StGB gibt dem Gericht die Möglichkeit, von Strafe abzusehen, wenn der Täter zum Zeitpunkt der Fälligkeit oder unverzüglich nach Eintritt dieses Zeitpunktes der Einzugsstelle schriftlich die Höhe der vorenthaltenen Beiträge mitteilt und darlegt, weshalb ihm die fristgerechte Begleichung dieser Beiträge nicht möglich ist.
Das Absehen von Strafe ist zwingend, wenn der Täter überdies den vorenthaltenen Beitrag innerhalb einer von der Einzugsstelle zu setzenden angemessenen Frist nachträglich entrichtet.
Durch diese Regelung wird dem Umstand Rechnung getragen, dass Tathandlungen, die nach § 266a StGB begangen werden, regelmäßig mit einer Krise des Unternehmens oder anderen erheblichen finanziellen Schwierigkeiten des Arbeitgebers in Zusammenhang stehen werden.